# Automatisierungsgrad
Der Automatisierungsgrad (englisch degree of automation) ist eine betriebswirtschaftliche Kennzahl, welche das Maß der Automatisierung in einem Unternehmen angibt.

## Allgemeines
Mit der Automatisierung wird die ganze oder teilweise Übertragung der Arbeitsprozesse von Personal auf technische Anlagen, Maschinen oder sonstige Arbeitsgeräte gemessen. Der Automatisierungsgrad ist das Maß für die Ausstattung eines Unternehmens mit selbständig arbeitenden Maschinen nach dem neuesten Stand der Technik. Er gibt letztlich an, ob und inwieweit das Personal durch Produktionsmittel ersetzt worden ist. Arbeitsprozesse mit hohem Anteil an Arbeitskräften gibt es in personalintensiven, mit hohem Anteil maschineller Produktion in anlageintensiven Unternehmen.

## Berechnung
Der Automatisierungsgrad beschreibt nach DIN IEC 60050-351 das Verhältnis des Anteils der automatisierten Funktionen zur Gesamtzahl aller Funktionen eines Systems. Der Automatisierungsgrad {\displaystyle A_{g}} ist mithin das Verhältnis der Anzahl der automatisierten Ablaufabschnitte {\displaystyle A_{a}} zur Gesamtzahl der Ablaufabschnitte {\displaystyle A_{G}}:
{\displaystyle A_{g}={\frac {A_{a}}{A_{G}}}\leq 100\%}.
Je mehr Ablaufabschnitte automatisiert oder mechanisiert werden, umso höher ist der Automatisierungsgrad und umgekehrt. Wurden beispielsweise für die Produktion von Holzlatten 10 Arbeitskräfte benötigt und diese wurden bis auf eine Bedienkraft durch eine Maschine ersetzt, hat sich der Automatisierungsgrad erhöht. Beim größtmöglichen Einsatz selbständig arbeitender Maschinen beträgt der Automatisierungsgrad 100 %. Ein System wird nach DIN IEC 60050-351 nur dann als „vollautomatisiert“ bezeichnet, wenn sein Automatisierungsgrad 100 % beträgt.

## Landwirtschaft
Typisches Beispiel für den Prozess der Automatisierung ist die Landwirtschaft. Die Agrarproduktion fand bis zur Industrialisierung überwiegend durch manuelle Arbeit wie Säen, Dreschen oder Ernten (wie Pflücken, Sammeln, Traubenlese usw.) statt. Nur wenige Arbeitsmittel wie der Pflug, die Sense oder Nutztiere (Pferde, Rinder) bzw. Tragtiere (Esel) standen dem Bauern zur Verfügung; der Automatisierungsgrad war entsprechend gering. Die während der Gründerzeit eintretende Mechanisierung der Landwirtschaft durch Traktoren und Erntemaschinen (Mähdrescher, Kartoffelroder usw.) führte zur Entlassung von Arbeitskräften und damit zur Landflucht. Da heute kaum noch Optimierungspotenziale bei Agrarmaschinen bestehen, werden GPS-Technologien zur Steuerung der Maschinen auf Ackerflächen oder Software zur Ernteplanung eingesetzt. Ein steigender Automatisierungsgrad ermöglichte oder beschleunigte die Massenproduktion von Agrarprodukten.

## Wirtschaftliche Aspekte
Der gewählte Grad der Automatisierung ist in den meisten Fällen abhängig von der zu produzierenden Stückzahl (Kosten-Nutzen-Analyse), der benötigten Flexibilität (Grundstoffe, Endprodukte), dem Fertigungsbereich (Rohbau, Lackiererei, Montage usw.), der Komplexität der Tätigkeit, den Arbeitskosten oder dem notwendigen Investitionsvolumen und dessen Finanzierungskosten. Massenproduktion und Mehrproduktunternehmen weisen im Regelfall einen höheren Automatisierungsgrad auf als Einzelfertigung und spezialisierte Einproduktunternehmen. Der optimale Automatisierungsgrad hängt von der Veränderung der Maschinenkosten und der Personalkosten bei zunehmender Anzahl automatisierter Arbeitsvorgänge ab. Mit steigender Automatisierung nehmen die Maschinenkosten überproportional zu, die Personalkosten verringern sich dagegen degressiv. Die Zunahme der Maschinenkosten ist auf Inspektions-, Instandhaltungs- und Wartungsaufwand zurückzuführen.
Der Automatisierungsgrad beeinflusst auch  die Stückkosten. Diese hängen nicht nur von der Kapazitätsauslastung ab, sondern auch vom Automatisierungsgrad. Die variablen Personalstückkosten nehmen nämlich mit wachsendem Automatisierungsgrad ab, so dass bei Vollautomatisierung lediglich noch fixe Personalkosten übrig bleiben.
Die Vorteile einer Automatisierung liegen in der meist schnelleren, präziseren und/oder kostengünstigeren Produktion und der besseren Steuerung der Betriebsrisiken (etwa keine Streiks), Nachteile liegen in der meist abnehmenden Flexibilität.